# Kunst im öffentlichen Raum in Hamburg-Eilbek
Diese Liste von Kunst im öffentlichen Raum in Hamburg-Eilbek enthält dauerhaft aufgestellte Kunstwerke auf dem Gebiet des Stadtteils Eilbek der Freien und Hansestadt Hamburg, die sich im öffentlichen Raum befinden und von anerkannten Künstlern und Künstlerinnen geschaffen wurden. Viele dieser Kunstwerke sind durch das Programm Kunst am Bau (und dessen Folgeprogramme) gefördert oder mit öffentlichen Geldern angekauft worden, dies ist aber keine Voraussetzung für die Aufnahme. Ebenso mögen einige dieser Kunstwerke als Kulturdenkmal geschützt sein, aber auch das ist keine Voraussetzung für die Aufnahme in diese Liste.
Bauschmuck ist im Normalfall im Artikel über das Bauwerk darzustellen, und gehört nicht in diese Liste. Streetart kann Aufnahme in die Liste finden, wenn es zu dem konkreten Kunstwerk eine ausführliche Rezeption in der Kunstwissenschaft gibt und ein enzyklopädischer Artikel über die Streetart-Künstler oder -Künstlerin existiert oder vorstellbar wäre. Denkmäler, die an eine Person oder ein Ereignis erinnern, können in die Liste aufgenommen werden, wenn sie ob ihrer zumeist plastischen Gestaltung als Kunstwerk gelten können. Bei reinen Gedenktafeln ist das normalerweise nicht der Fall.
Basis der Zusammenstellung sind Datensätze der Hamburger Kulturbehörde von 2012 und 2018, eine Veröffentlichung der SAGA GWG von 2008, und verschiedene Veröffentlichungen von Kunsthistorikern zum Thema. Eine abschließende Liste von Literatur kann es nicht geben, jedoch ist für jeden Eintrag in die Liste ein konkreter Verweis auf eine amtliche Liste oder anerkannte Sekundärliteratur erforderlich.
Gestohlene oder zerstörte Kunstwerke, die ehemals in Hamburg-Eilbek aufgestellt waren, sind in einer separaten Liste aufgeführt.

## Legende
- Lage: Nennt die nächstgelegene Straße und, wenn vorhanden und sinnvoll, das nächstgelegene Bauwerk (mit Hausnummer) oder das umgebende Gebiet (z. B. einen Park) und gibt nötigenfalls Hinweise zur genauen Lage. Darunter werden - wenn vorhanden - auch die Geo-Koordinaten und das Wikidata-Logo als Verweis auf das Wikidata-Objekt angegeben. Die Spalte ist nach der Adresse sortierbar.
- Künstler/in: Name des Künstlers oder der Künstlerin, die das Kunstwerk geschaffen haben, verlinkt mit dem Wikipedia-Artikel zur Person. Die Spalte ist nach dem Nachnamen sortierbar.
- Beschreibung: Kurzbeschreibung des Werks, immer zuerst: Werktitel (kursiv), dann möglichst Material, Stil, Größe, Dargestelltes, Art der Förderung
- Jahr: Jahr der Fertigstellung des Kunstwerkes, wenn unbekannt dann das Jahr der Aufstellung. Hier kann nur ein einziges Jahr angegeben werden, kein Zeitraum. Weitere zeitliche Details zur Schaffung des Kunstwerkes (von–bis) können in der Beschreibung angegeben werden.
- Quelle: Kulturbehörde, SAGA, Literatur, jeweils mit Fußnote. Diese Angabe ist für eine Aufnahme in die Liste verpflichtend.
- Bild: Bild des Kunstwerks, mit Link auf Commons-Kategorie wenn vorhanden

Hinweis: Die Grundsortierung der Liste erfolgt nach der Adresse. Die Liste ist alternativ nach Künstler, Werktitel, Datierung oder Quelle sortierbar.

## Liste
| Lage                                                                                                | Künstler                       | Beschreibung | Jahr | Quelle        | Bild |  |
| --------------------------------------------------------------------------------------------------- | ------------------------------ | --- | ---- | ------------- | --- |  |
| Auenstraße 20b Kita Auenstraße, vor Eingang (Lage)                                                  | Bernd Stöcker                  | Mutter mit Kind Bronzeplastik, Leihgabe oder Direkterwerb Kita? | 1993 | Kulturbehörde | weitere Bilder |  |
| Eilbektal 35 Berufliche Medienschule Eilbek, äußere Giebelfläche des Anbaus (Lage)                  | Heinz Glüsing                  | Wandgestaltung Mosaik bzw. Sgraffito, Ankauf im Programm „Kunst am Bau“ | 1958 | Kulturbehörde | weitere Bilder |  |
| Friedenstraße 15/19 Im Innenhof (Lage)                                                              | Kurt Bauer                     | Schimpanse Keramikplastik | 1959 | Zabel         | weitere Bilder |  |
| Lübecker Straße 128 Fußgängerunterführung, westlicher Eingangsbereich zum U-Bahnhof Wartenau (Lage) | Tom Hops                       | Ländliche Vorstadt Raumhohes Wandbild aus glasierter Keramik, Ankauf im Rahmen von „Kunst am Bau“. | 1961 | Kulturbehörde | weitere Bilder |  |
| Richardstraße 85 Schule Richardstraße, Treppenhaus des Kreuzbaus (Lage)                             | unbekannt                      | Der Fischer, der Schäfer Zweiteilige Wandarbeit, möglicherweise von Kressel? / Heydorn? / Colberg?, Ankauf im Rahmen von „Kunst am Bau“. Der Kreuzbau wurde 2018 abgerissen, Verbleib offen.Kreuzbau inzwischen abgerissen, Verbleib prüfen! | ?    | Kulturbehörde | Bild gesucht Die Wikipedia wünscht sich an dieser Stelle ein Bild vom Ort mit diesen Koordinaten 53.56817 10.04016 . Motiv: Richardstraße 85 Falls du dabei helfen möchtest, erklärt die Anleitung , wie das geht. BW  |  |
| Richardstraße 85 Schule Richardstraße, überdachter Gang / Wand Fahrradstellplatz (Lage)             | Max Hermann Mahlmann           | Wandgestaltung Alle Altbauten bis auf die Sporthalle (Seitzhalle) und die Hausmeisterwohnung sind abgerissen, überdachte Gänge gibt es nicht mehr. KaB                                                                                       | 1957 | Kulturbehörde | Bild gesucht Die Wikipedia wünscht sich an dieser Stelle ein Bild vom Ort mit diesen Koordinaten 53.56817 10.04016 . Motiv: Richardstraße 85 Falls du dabei helfen möchtest, erklärt die Anleitung , wie das geht. BW  |  |
| Ritterstraße 44 Schule Hasselbrook, äußere Giebelwand der Pausenhalle zur Ritterstraße (Lage)       | Justus Uder                    | Wolken, Regen, Sonne Wandgestaltung, KaBnach Fassadensanierung/-dämmung nicht mehr am Ort vorhanden! | 1959 | Kulturbehörde | Bild gesucht Die Wikipedia wünscht sich an dieser Stelle ein Bild vom Ort mit diesen Koordinaten 53.564701 10.045457 . Motiv: Ritterstraße 44 Falls du dabei helfen möchtest, erklärt die Anleitung , wie das geht. BW |  |
| Schlegelsweg 11d Grünanlage im Innenhof (Lage)                                                      | Kurt Bauer                     | Entengruppe Bronzeplastik zweier Enten, Ankauf durch SAGA (?) | 1951 | Kulturbehörde | weitere Bilder |  |
| Wandsbeker Chaussee Nordseite des Jacobiparks, auf dem Gelände der Osterkirche (Lage)               | Theophil Steinbrenner          | Wandernde Kinder Bronzeplastik, die an die Fundraising-Aktion „Latsch in“ erinnert. | 1996 | Kunst@SH      | weitere Bilder |  |
| Wandsbeker Chaussee 117 Fußgängertunnel, westlicher Eingang zum U-Bahnhof Ritterstraße (Lage)       | Georg Engst                    | Vier Ritter Edelstahlplastik von vier Ritterfiguren im kubistischen Stil, Ankauf durch HVV im Rahmen von „Kunst am Bau“. | 1962 | Kulturbehörde | weitere Bilder |  |
| Wielandstraße 9 Grundschule Wielandstraße, Schulhof (Lage)                                          | Sabine von Diest-Brackenhausen | Mädchen KaB | 1957 | Kulturbehörde | |  |
| Wielandstraße 9 Schule Wielandstraße, auf geputzter Wand in Erdgeschoss-Vorhalle (Lage)             | Eduard Hopf                    | „Vogelkonzert“ (eher -nest) KaB | 1957 | Kulturbehörde | Bild gesucht Die Wikipedia wünscht sich an dieser Stelle ein Bild vom Ort mit diesen Koordinaten 53.56999 10.05368 . Motiv: Wielandstraße 9 Falls du dabei helfen möchtest, erklärt die Anleitung , wie das geht. BW   |  |